# Tumores infantiles
Un tumor es una célula o conjunto de células que ha perdido sus mecanismos de control normales y que adquiere por ello un crecimiento descontrolado. Cuando este tumor afecta a pacientes en edad pediátrica entonces pasa a denominarse «tumor pediátrico» o «infantil». Los tumores en la infancia constituyen la segunda causa de muerte en menores de un año, tras los accidentes.
El 15 de febrero se celebra en todo el mundo el Día Internacional del Cáncer Infantil, instituido en Luxemburgo en el año 2001, con la idea de sensibilizar y concienciar a la comunidad sobre la importancia de esta problemática y de la necesidad de un diagnóstico inmediato y sobre todo de un tratamiento adecuado.

## Fisiopatología
Por alguna razón (ya sea idiopática o no), un grupo de células de una parte del organismo sufren cambios en su material genético, se vuelven anormales y comienzan a reproducirse sin control, aumentando el tejido de tamaño y dando lugar a una especie de inflamación.

### Factores
Actualmente se barajan dos tipos de factores en la formación de los tumores infantiles:

#### Factores ambientales

##### Agentes físicos
Por exposición a: 
1. radiación ultravioleta,
2. radiación ionizante,
3. asbesto.

##### Agentes químicos
La Agencia Internacional para la Investigación (IARC), ha identificado 18 carcinógenos probados y otros como de riesgo elevado (Doll et al., 1989; Rudan et al., 2007) entre ellos destacamos: arsénico, aflatoxinas, cromo, alquilantes, cloruro de vinilo, estrógenos, etc. Los niños pueden verse expuestos a estos agentes por varios mecanismos: 
- vía transplacentaria,
- contaminación de agua, alimentos, aire y
- de forma iatrogena.

##### Dieta
Hay menor incidencia de cáncer en niños sometidos a lactancia materna superior a seis meses (Davis et al., 1988).

##### Agentes virales
En el ámbito pediátrico, los virus más relacionados en este sentido son los retrovirus con la leucemia (Sierrasesimaga et al., 1992), el virus del Epstein-Barr con la enfermedad de hodgkin (Gallo et al., 1981) y con el linfoma Burkkit (Morrow, 1982), el virus de la hepatitis B con el carcinoma hepatocelular (Chang et al., 1989) y el virus del sarampión con el neuroblastoma (Menegaux et al., 2004).

#### Factores genéticos
Al parecer son los principales factores de riesgo en contraposición al adulto (García- Miguel, 1998; Wang et al., 2007).

##### Alteraciones cromosómicas
Los avances en los estudios de los cromosomas ha permitido identificar una serie de alteraciones que claramente comportan un mayor riesgo de cáncer, a modo de ejemplo tenemos que niños con Síndrome de Down (trisomía 21) presentan un riesgo 15 a 20 veces mayor de padecer una leucemia aguda.

##### Síndromes hereditarios
La descripción de familias con más de un miembro infantil con neoplasia fue uno de los primeros hallazgos que llevaron a pensar en el componente hereditario en la etiología del tumor.

##### Inmunodeficiencias
En estas situaciones se han descrito diversas neoplasias como linfoma no hodgkin, leucemia, sarcoma, neuroblastoma y adenocarcinoma.

## Tumores infantiles más frecuentes

### Leucemias
Patología oncológica más frecuente en la infancia, la mayoría son agudas, el resto son mieloides crónicas
|             | Leucemia mieloide crónica | Leucemia aguda |
| ----------- | --- | --- |
| Definición  | Se trata de un síndrome mieloproliferativo crónico, en el que predomina la proliferación de la serie mieloide. | Enfermedades malignas clónales de la medula ósea, caracterizada por predominio de blastos. Se clasifican en L. agudas linfoblasticas y en mieloblasticas o no linfoides. |
| Clínica     | Síndrome hípermetabólico acompañado por hepatoesplenomegalia y un síndrome anémico progresivo. | Síndrome anémico (fatiga, palidez, etc.), neutropenia progresiva con infecciones a repetición, trombopenia progresiva con hemorragias, hepatoesplenomegalia, adenopatía, dolor óseo, infiltración del sistema nervioso central, masa mediastinica por crecimiento del timo, infiltración de piel y encías e infiltración testicular en leucemias agudas linfoblasticas. |
| Diagnóstico | Sangre periférica (leucocitos elevados, anemia normocitica normocrómica, puede hacer trombopenia o trombocitosis, disminuyen la fosfatasa alcalina leucocitaria y la mieloperoxidasa), medula ósea (se mostrara hipercelular). | Punción lumbar, paciente presentara leucemia aleucemica. |
| Tratamiento | Solo es curativo el trasplante de medula ósea, el resto del tratamiento es paliativo. | Quimioterapia de inducción a la remisión. |

### Tumores cerebrales

#### Astrocitoma
Es un tumor derivado de los astrocitos, considerado el tumor sólido infantil más frecuente. Según la clasificación de la Organización Mundial de la Salud se clasifica en difuso y localizado.
Los astrocitomas difusos grado II suelen ocurrir en niños, los varones son los más afectados, los lóbulos frontal y temporal son la localización más habitual y el cuadro clínico más frecuente en su presentación son las crisis epilépticas. El tratamiento consiste en cirugía y radioterapia. La quimioterapia se reserva para recurrencias tumorales. La mediana de supervivencia se sitúa de 5-10 años.
Los astrocitomas localizados son más comunes en niños. Se caracterizan por ser relativamente circunscritos y tener una mínima diseminación a través del sistema nervioso central.
Hay tres tipos de tumores donde el que predomina en los niños es el astrocitoma pilocítico (grado I de la OMS). Tiene una incidencia máxima en la segunda década de la vida, cuyo pico máximo es de 10-12 años de edad. Se localizan sobre todo a nivel de los hemisferios cerebelosos y en la resonancia magnética se muestran como una lesión quística con un nódulo captante en su interior. La extirpación quirúrgica de este tumor consigue curar a este tipo de pacientes, sin necesidad de más terapias complementarias. La resección completa es sinónimo de buen pronóstico.

#### Meduloblastoma cerebeloso
Es el más frecuente de los tumores encefálicos en la infancia en menores de 5 años. En una tercera parte de los casos se ha demostrado una pérdida de material genético a nivel del brazo corto del cromosoma 17. Se disemina por el espacio subaracnoideo y produce metástasis extraneurales.
Radiológicamente suele manifestarse como un tumor sólido de la fosa posterior, habitualmente localizado en la línea media a nivel del vermis cerebeloso y techo del 4º ventrículo, por lo que generalmente debuta con síntomas de hipertensión intracraneal por hidrocefalia obstructiva y signos de disfunción cerebelosa (ataxia de tronco).
El tratamiento de elección es la cirugía, seguida de radioterapia craneoespinal. La quimioterapia suele reservarse para las recidivas.

### Linfomas
|             | Hodgkin | No-Hodgkin                                                                  |
| ----------- | --- | --------------------------------------------------------------------------- |
| Definición  | La célula neoplásica característica es la denominada célula de Sternberg-Reed. Es más frecuente, se puede presentar en la segunda década, se disemina vía linfática y hematógena. | Es de etiología desconocida, se diferencia del hodgkin por su distribución. |
| Clínica     | Adenopatías fundamentalmente cervicales y en segundo lugar mediastinicas, no dolorosas, a veces incluso con fluctuaciones espontáneas, afección esplénica y hepática, infección a repetición, no presenta síntomas B. | La mayoría inicia con adenopatías y síntomas B.                             |
| Estadiaje   | I: afección de una sola área ganglionar u órgano o localización extralinfatica localizada. II: dos o más áreas ganglionares en el mismo lado del diafragma u órgano extralinfático localizado, III:áreas ganglionares a ambos lados del diafragma que pueden acompañarse de afección esplénica u órganos extralinfáticos localizados. Se subdivide a su vez en IIIA1 (limitado a abdomen superior) y IIIA2 (ganglios abdominales inferiores). IV: afección difusa o diseminada de uno o más órganos extralinfáticos, con o sin afección ganglionar. | Estadiaje igual al L. Hodgkin.                                              |
| Diagnóstico | Anemia del tipo de enfermedad crónica, leucocitosis con eosinofilia, en fases avanzadas linfopenia, velocidad de sedimentación globular elevada, TC y laparotomía de estadiaje. | TC, TEP, RMN, linfoangiografia, biopsia                                     |
| Tratamiento | Radioterapia, quimioterapia, tratamiento combinado | Quimioterapia, radioterapia, trasplante de medula ósea.                     |

### Sistema nervioso simpático

#### Neuroblastoma
Es el tumor sólido extracraneal infantil más frecuente. La edad media de los pacientes en el momento del diagnóstico son los 2 años (el 90 % de los casos se produce en menores de 5 años). La localización más frecuente es el abdomen, siendo el tumor maligno abdominal con mayor frecuencia en la infancia. Otras localizaciones posibles son: faringe, glándula suprarrenal, ganglios paraespinales, tórax y mediastino posterior.
Se asocia a síndrome alcohólico fetal, hidantoinas, neurofibromatosis tipo I, nesidioblastosis, Hirschprung.
En cuanto a sus manifestaciones presenta como forma más frecuente una masa abdominal, con o sin hepatomegalia, según tenga o no metástasis. La masa abdominal suele asociarse a fiebre, malestar general, pérdida de peso y dolor. Si se localiza en las paravertebrales es posible que presente clínica de compresión medular. Si afecta cabeza y cuello puede dar un Síndrome de Horner (ptosis, miosis, enoftalmo). Si afecta la nasofaringe (estesioneuroblastoma) suele manifestarse por epistaxis.
Las diseminaciones más frecuentes que se producen por vía linfática y hematógena son hígado, medula ósea y esqueleto. No son raras las metástasis en la órbita (se produce proptosis), duramadre (hipertensión intracraneal) y cutánea (síndrome de Smith).
- Estadios del neuroblastoma

Los estadios según "International Neuroblastoma Staging System (INSS)":
I: localizado en el órgano de origen.
II: situado más allá de la estructura de origen, sin sobrepasar la línea media y sin afectación ganglionar ipsilateral o con ella.
III: más allá de la línea media con o sin afectación ganglionar.
IV: muestra metástasis al hueso, médula ósea, hígado, piel, ganglios linfáticos distantes o en otras localizaciones.
IVS: tumor estadio I o II en un menor de un año con metástasis en hígado, piel y médula ósea.
El diagnóstico se realiza mediante: exploración física, estudios analíticos (anemia, elevación de LDH), ecografía abdominal para valorar tipo, tamaño y localización de la masa, TC/RMN abdominal o torácico, catecolaminas en orina de 24 horas, gammagrafía con MIBG (metayodobencilguanidina), biopsia bilateral de médula ósea para descartar afectación de la misma.
Para el tratamiento se deben evaluar ciertos factores como son: edad diagnostica (a menor edad, mejor pronóstico), estadio (estadio I o menores de 1 año con estadio I – IVs se requiere cirugía, en niños mayores de 1 año con estadio II y III se requiere quimioterapia neoadyuvante, cirugía y quimioterapia adyuvante, en mayores de 1 año con estadio IV se requiere quimioterapia con posterior cirugía, radioterapia, mega dosis de quimioterapia con trasplante autologo de progenitores hematopoyéticos y mantenimiento con ácido 13 cis-retinoico), amplificación del oncogén N-Myc.

### Tumores óseos

#### Osteosarcoma
Se desarrolla en las 2 primeras décadas de la vida, con un pico a los 15 años y predomina en varones, asociado al crecimiento. La localización primaria habitual son las metafisis de huesos largos. La patogenia viene dada por una mutación en la línea germinal de P53.
Las manifestaciones clínicas abarcan lo que es dolor, cojera, tumefacción, masa palpable. El diagnóstico se hace mediante historia clínica, exploración física, pruebas de laboratorio (FA y LDH elevadas), radiografía, RM y biopsia. El tratamiento se hace con un control local con cirugía, quimioterapia y radioterapia.

#### Sarcoma de Ewing
Se origina en la cresta neural. Tiene predilección por la segunda década de la vida y es excepcional por debajo de los 5 años y por encima de los 30 años. Generalmente se desarrolla en diáfisis de huesos largos y en un 50 % en huesos planos, como las costillas. Existe una forma extraósea que cuando crece se denomina “tumor de askin”. Su patogenia viene dada por una traslocación específica t (11: 22).
Las manifestaciones clínicas son las siguientes: similares al osteosarcoma (dolor, tumefacción), limitación de la movilidad, manifestaciones como fiebre y pérdida de peso.
El diagnóstico se hace mediante sospecha clínica con una buena historia clínica y exploración física, radiografía, RM, TAC, biopsia. El tratamiento se hace con un control local con cirugía y terapia de radiación.

### Sarcomas de partes blandas
El más significativo es el rabdomiosarcoma, es un tumor maligno de músculo estriado, se divide en 4 tipos pero el más significativo es el rabdomiosarcoma embrionario, puede presentarse en niños hasta los 14 años.
Los síntomas dependen de la localización (cabeza y cuello, tracto genitourinario, tronco y extremidades). Más del 50 % de los pacientes llega a curarse. El diagnóstico se hace mediante: historia clínica, TAC, RM, gammagrafía, biopsia. El tratamiento es cirugía, quimioterapia y radioterapia (braquiterapia).

### Tumores renales

#### Wilms o nefroblastoma
Es el tumor renal más frecuente y segundo tumor maligno con mayor prevalencia en la infancia. Es característico de la primera infancia con una frecuencia máxima es a los 2-3 años y es raro en mayores de 7 años. Se asocia con malformaciones congénitas como son: anomalías genitourinarias, síndromes con gigantismo- hemihipertrofia, aniridia, síndrome de WARG, síndrome de Dennys Drash.
Se pueden encontrar delecciones del cromosoma 11. Puede ser bilateral en las formas familiares hereditarias, en niñas y en pacientes menores de edad.
Suele manifestarse con masa abdominal asintomática (la cual es el signo más frecuente), asociada a fiebre, situada en un flanco, redondeada, de consistencia elástica, que no suele superar la línea media. También presenta hipertensión arterial de los pacientes por compresión de la arteria renal por el tumor y producción de renina, hematuria macro o microscópica, en ocasiones presentan policitemia por producción de eritropoyetina, hemorragia intratumoral tras sufrir traumatismos, dolor abdominal y a veces hipercalcemia.
El lugar más frecuente de metástasis son los ganglios regionales y el pulmón, también puede aparecer en hígado, son raras las metástasis óseas y medulares.
Las pruebas diagnósticas a realizar son las siguientes: historia clínica detallada, exploración física minuciosa, análisis de sangre, radiografía simple de abdomen, ecografía abdominal, TC/RMN abdominal o de tórax, punción aspiración de la masa, gammagrafía ósea.
- Estadios del tumor de Wilms

Los estadios según "National Wilms Tumor Study (NWTS)" son los siguientes:
I: limitado al riñón, con cápsula integra y extirpación completa.
II: situado más allá del riñón, pero con cápsula integra y extirpación completa.
III: restos tumorales postquirúrgicos, sin afectación hematógena.
IV: metástasis hematógena, las más frecuentes son las pulmonares.
V: afectación bilateral.
El tratamiento consistirá en quimioterapia inicial seguido de nefrectomía total o parcial y quimioterapia postquirúrgica con o sin radioterapia.

### Tumores de células germinales
Son infrecuentes. En raza blanca predomina más el testicular y en raza negra predomina más el ovárico. Se puede localizar extragonadal. Se originan a partir de células germinales primordiales y del epitelio celómico. Se asocia con síndrome de klinefelter e infertilidad.
Las manifestaciones clínicas vienen dadas por tamaño, localización y evolución.
El diagnóstico se hace con historia clínica, exploración física, radiografía de tórax, TC, RM, también con marcadores tumorales como alfa feto proteína plasmática.
El tratamiento es: resección completa del tumor (con excepción de los intracraneales), quimioterapia de cisplatino (de los que no se pudieron resecar por completo), radioterapia (únicamente para los que no se pudieron resecar y son resistentes a quimioterapia).

### Otros

#### Retinoblastoma
Tumor ocular más frecuente en el niño. Se desarrolla a partir de las células precursoras de la retina. Representa el 3 % del conjunto de tumores sólidos de la infancia. Es una neoplasia de gran interés desde el punto de vista genético, al demostrarse su transmisión hereditaria con carácter dominante en un 40 % de pacientes. Se han descrito remisiones espontáneas. Puede ser bilateral en el 40 %. Su diagnóstico es clínico, presentando leucocoria (reflejo pupilar blanco), estrabismo, inflamación ocular, proptosis, perdida de la agudeza visual y glaucoma. Para su mejor delimitación la resonancia nuclear magnética es muy útil. En su tratamiento juegan un papel importante la cirugía y la quimioterapia y radioterapia de forma combinada.